# Pouya (rappeur)
Pouya, de son vrai nom Kevin Pouya, né le 20 décembre 1994 à Miami, en Floride, est un rappeur américain.
Sortant des projets à un rythme soutenu et collaborant avec des rappeurs tels que $uicideboy$, Denzel Curry, Fat Nick (en), Shakewell, Germ, SDotBraddy, Ramirez, BONES (en) et Ghostemane, Pouya s'impose, au fil des années, comme un acteur majeur de la scène hip-hop underground.

## Biographie
Pouya naît le 20 décembre 1994 d'un père d'origine iranienne et d'une mère d'origine cubaine. Il commence sa carrière en 2012 en postant ses titres sur la plateforme SoundCloud, et fonde le collectif Buffet Boys avec son meilleur ami Fat Nick (en), les rappeurs Shakewell et Germ, ainsi que les producteurs Don Krez et Mikey the Magician. Pouya, après avoir sorti son premier projet intitulé Baby Bone, est repéré par le rappeur Robb Bank$ qui le signe sur son label Smart Stunnas. En 2015, sa carrière franchit un palier avec la sortie de l'EP collaboratif $outh $ide $uicide aux côtés du duo néo-orléanais $uicideboy$, faisant bénéficier Pouya d'une audience plus large. Pouya publie son premier album studio Underground Underdog le 28 avril 2016, et l'année suivante, sort la mixtape collaborative Drop Out of School avec Fat Nick. Le 5 mars 2018, il sort son deuxième album studio intitulé Five Five. En mai 2018, Pouya annonce la sortie d'une mixtape collaborative avec Ghostemane, et publie Stick Out, le premier single extrait de ce projet, le 28 mai 2018.

## Discographie

### Albums studio
- 2016 : Underground Underdog
- 2018 : Five Five
- 2019 : The South Got Something to Say
- 2021 : Blood Was Never Thick As Water
- 2023 : GATOR

### EPs
- 2013 : Baby Bone
- 2015 : $outh $ide $uicide (avec les $uicideboy$)
- 2022 : dirt/hurt/pain/

### Mixtapes
- 2012 : Fuck It
- 2012 : Don't Sleep On Me Hoe
- 2013 : Warbucks (avec SDotBraddy)
- 2014 : Stunna
- 2015 : South Side Slugs
- 2017 : Drop Out of School (avec Fat Nick (en))
- 2020 : Drop Out of School 2 (avec Fat Nick)